# Parmecamps
Els parmecamps (llatí: parmaecampi) foren un poble del sud de Germània entre les muntanyes Abnoba i el Danubi, corresponen al modern districte de Cham (Baviera).